# 로베르트 보제니크
로베르트 보제니크(슬로바키아어: Róbert Boženík, 1999년 11월 18일 ~ )는 현재 잉글랜드 클럽 스토크 시티와 슬로바키아 국가대표팀에서 스트라이커로 활약하고 있는 슬로바키아의 축구 선수이다.

## 구단 경력

### 질리나
2018년 7월 28일, 보제니크는 니트라를 상대로 질리나라는 이름으로 프로 데뷔 전을 치렀고, 야쿠브 홀루베크의 도움을 받아 54분에 결승골을 넣었다. 그는 2018년 10월에 슬로바키아 수페르리가 이달의 선수로 선정되었다. 보제니크는 또한 성공적인 활약으로 찬사를 받았고, 언론 전문가들로부터 2018-19년 시즌 가을 시즌을 마친 후 리그 최고의 재능을 가진 선수 중 한 명으로 선정되었다. 2018년 12월 1일, 질리나는 2022년 6월까지 계약 연장을 발표했다.
슬로바키아 수페르리가 1부 리그 최종전에서, 보제니크는 76분에 필리프 발라즈와 교체되어 들어가 쐐기골을 넣었고, 질리나는 슈포르트 포드브레조바를 상대로 2-1 승리를 거두었다. 스파르타크 트르나바와의 슬로바키아 컵에서, 보제니크는 승부차기에서 페널티킥을 실축한 선수들 중 한 명이기도 하다. 그러나, 리그에서는 2+1⁄2개월이 걸려 루좀베로크를 상대로 2골을 넣으며 시즌 최종전 4-2 승리를 거두었다. 전체적으로, 보제니크는 질리나 소속으로 39경기에 출전하여 15골을 넣으며 시즌을 마무리하였다.

### 페예노르트
2020년 1월 27일, 보제니크는 460만 유로의 이적료에 네덜란드의 페예노르트와 4+1⁄2년 계약을 맺었다. 그가 선호하는 등번호 9번은 덴마크의 공격수 니콜라이 예르겐센이 가져갔기 때문에, 보제니크는 등번호 19번을 선택했다. 그는 2020년 2월 1일, 3-1로 이긴 에먼과의 안방 경기에서 에레디비시 데뷔 전을 치렀다. 2020년 2월 16일, 보제니크는 즈볼러와의 원정 경기에서 88분에 페예노르트를 3-4로 올려 승점 3점을 챙겼다.

### 보아비스타
2022년 7월 13일, 보제니크는 보아비스타로 임대 이적했다. 그는 2023년 7월 11일 3년 계약으로 영구 계약을 체결했다.
보제니크는 시즌 첫 라운드에서 디펜딩 챔피언 벤피카를 상대로 2골을 넣어 3-2로 승리하며 2023-24년 시즌을 시작했다. 6번째 경기일까지, 보제니크는 5경기에서 5골을 기록했다. 시즌 시작은 롱볼 퓨트볼의 카터 필립스가 이전 시즌에서 선호했던 공격수 유수파 은지에 비해 그의 활약을 높였으며, 초기 성공은 보제니크의 창의적인 윙 플레이어들이 지원한 덕분이라고 평가했다. 강등을 놓고 싸울 것으로 예상되었던 클럽은 시즌 후반에 형태를 잃었고, 18위로 시즌을 마쳤다. 세비야는 겨울 이적 시장에서 보제니크에 관심이 있다고 보고되었지만 구체화되지 않았다. 보아비스타에서의 두 번째 시즌에, 보제니크는 2023/24년 올해의 선수로 선정되었고, 그 중 9골은 리그에서 고정되어 있었고, 그는 2026년 6월까지 계약을 연장했다.

## 국가대표팀 경력
2019년 6월 7일, 보제니크는 요르단과의 친선 경기에서 슬로바키아 국가대표팀으로 데뷔했다. 그는 2019년 9월 9일 헝가리와의 친선 경기에서 첫 국가대표 골을 넣었다. 2019년 10월 13일 파라과이와의 세 번째 친선 경기에서 보제니크는 아담 네메츠와 교체 투입되었다.